# Chrysopilus flavibarbis
Chrysopilus flavibarbis is een vliegensoort uit de familie van de snavelvliegen (Rhagionidae). De wetenschappelijke naam van de soort is voor het eerst geldig gepubliceerd in 1904 door Adams.